# The Sleeping Cardinal
The Sleeping Cardinal é um filme de mistério produzido no Reino Unido e lançado em 1931.